# Anaïs Nin
Angela Anaïs Juana Antolina Rosa Edelmira Nin y Culmell (/ˌænaɪˈiːs niːn/ AN-eye-EESS-_-NEEN; fr; 21 de fevereiro de 1903 – 14 de janeiro de 1977) foi uma diarista, ensaísta, romancista e escritora de contos e literatura erótica franco-americana. Nascida de pais cubanos na França, Nin era filha do compositor Joaquín Nin e da cantora de formação clássica Rosa Culmell. Nin passou seus primeiros anos na Espanha e em Cuba, cerca de dezesseis anos em Paris (1924-1940) e a metade restante de sua vida nos Estados Unidos, onde se estabeleceu como autora.
Nin escreveu diários prolificamente dos onze anos até sua morte. Seus diários, muitos dos quais foram publicados durante sua vida, detalham seus pensamentos privados e relacionamentos pessoais. Seus diários também descrevem seus casamentos com Hugh Parker Guiler e Rupert Pole, além de seus numerosos casos com homens e mulheres, incluindo os com o psicanalista Otto Rank e o escritor Henry Miller, ambos os quais influenciaram profundamente Nin e sua escrita.
Além de seus diários, Nin escreveu vários romances, estudos críticos, ensaios, contos e volumes de literatura erótica. Grande parte de seu trabalho, incluindo as coleções de literatura erótica, foi publicada postumamente em meio a um renovado interesse crítico em sua vida e obra. Nin passou seus últimos anos em Los Angeles, Califórnia, onde morreu de câncer cervical em 1977. Foi finalista do Prêmio Internacional de Literatura Neustadt em 1976.

## Primeiros anos
Anaïs Nin nasceu em Neuilly, França, filha de Joaquín Nin, pianista e compositor cubano, e Rosa Culmell, uma cantora cubana de formação clássica. O avô paterno havia fugido da França durante a Revolução Francesa, indo primeiro para Saint-Domingue, depois Nova Orleans e finalmente para Cuba, onde ajudou a construir a primeira ferrovia do país.
Nin foi criada como católica romana mas deixou a igreja aos 16 anos. Passou sua infância e juventude na Europa. Seus pais se separaram quando ela tinha dois anos; sua mãe então mudou Nin e seus dois irmãos, Thorvald Nin e Joaquín Nin-Culmell, para Barcelona, e depois para Nova York, onde ela frequentou o ensino médio. Nin abandonou o ensino médio em 1919, aos dezesseis anos, e de acordo com seus diários, Volume Um, 1931-1934, mais tarde começou a trabalhar como modelo artístico. Depois de estar nos Estados Unidos por vários anos, Nin havia esquecido como falar espanhol, mas manteve seu francês e tornou-se fluente em inglês.

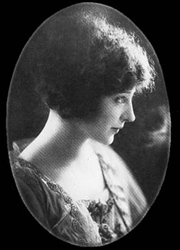
Anaïs Nin adolescente, c. 1920

Em 3 de março de 1923, em Havana, Cuba, Nin casou-se com seu primeiro marido, o americano Hugh Parker Guiler (1898-1985), um banqueiro e artista de Boston, mais tarde conhecido como "Ian Hugo", quando se tornou um cineasta experimental no final dos anos 1940. O casal mudou-se para Paris no ano seguinte, onde Guiler seguiu sua carreira bancária e Nin começou a perseguir seu interesse pela escrita; em seus diários, ela também menciona ter treinado como dançarina de flamenco em Paris em meados do final dos anos 1920 com Francisco Miralles Arnau. Seu primeiro trabalho publicado foi uma avaliação crítica de D. H. Lawrence em 1932 chamada D. H. Lawrence: An Unprofessional Study, que ela escreveu em dezesseis dias.
Nin se interessou por psicanálise e estudou extensivamente, primeiro com René Allendy em 1932 e depois com Otto Rank. Ambos os homens eventualmente se tornaram seus amantes, como ela relata em seu Journal. Em sua segunda visita a Rank, Nin reflete sobre seu desejo de renascer como mulher e artista. Rank, ela observa, a ajudou a se mover entre o que ela podia verbalizar em seus diários e o que permanecia inarticulado. Ela descobriu a qualidade e profundidade de seus sentimentos nas transições sem palavras entre o que ela podia e não podia dizer. "Enquanto ele falava, pensei em minhas dificuldades com a escrita, minhas lutas para articular sentimentos não facilmente expressos. Das minhas lutas para encontrar uma linguagem para intuição, sentimento, instintos que são, em si mesmos, elusivos, sutis e sem palavras."
No final do verão de 1939, quando residentes estrangeiros foram instados a deixar a França devido à aproximação da guerra, Nin deixou Paris e retornou a Nova York com seu marido (Guiler foi, de acordo com seus próprios desejos, editado fora dos diários publicados durante a vida de Nin; seu papel na vida dela é, portanto, difícil de avaliar). Durante a guerra, Nin enviou seus livros para Frances Steloff da Gotham Book Mart em Nova York para salvaguardá-los.
Em Nova York, Nin se reuniu com Otto Rank, que havia se mudado anteriormente para lá, e se mudou para seu apartamento. Ela realmente começou a atuar como psicanalista, atendendo pacientes na sala ao lado da de Rank. Ela desistiu após vários meses, no entanto, afirmando: "Descobri que não era boa porque não era objetiva. Eu era assombrada pelos meus pacientes. Eu queria interceder." Foi em Nova York que ela conheceu o fotógrafo modernista nipo-americano Soichi Sunami, que a fotografou para muitos de seus livros.

## Carreira literária

### Diários

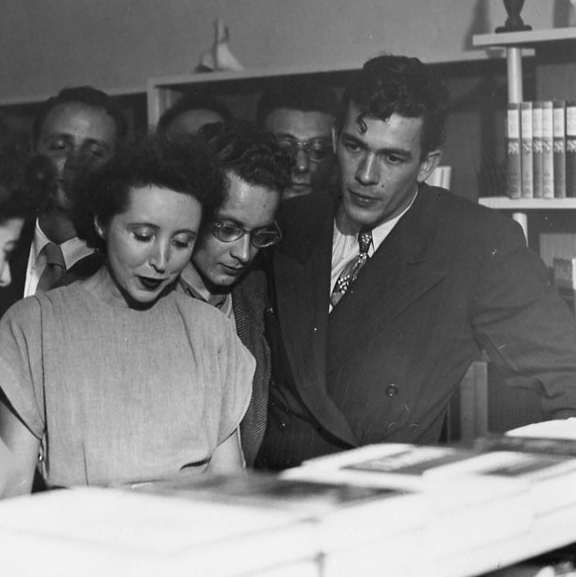
Nin em uma leitura de livro com George Leite em Berkeley, Califórnia, 1946

As obras mais estudadas de Nin são seus diários, que começou a escrever na adolescência. Os diários publicados, que abrangem seis décadas, fornecem insights sobre sua vida pessoal e relacionamentos. Nin estava familiarizada, muitas vezes intimamente, com vários autores, artistas, psicanalistas e outras figuras proeminentes, e escreveu frequentemente sobre eles, especialmente Otto Rank. Além disso, como autora feminina descrevendo um grupo predominantemente masculino de celebridades, os diários de Nin adquiriram importância como uma perspectiva contrabalanceadora. Ela inicialmente escreveu em francês e não começou a escrever em inglês até os dezessete anos. Nin sentia que o francês era a língua de seu coração, o espanhol era a língua de seus ancestrais e o inglês era a língua de seu intelecto. A escrita em seus diários é explicitamente trilíngue; ela usa o idioma que melhor expressa seu pensamento.
No segundo volume de seu diário não expurgado, Incest, ela escreveu sobre seu pai de forma franca e gráfica (207-15), detalhando seu relacionamento sexual incestuoso adulto com ele.
Obras inéditas anteriormente foram lançadas em A Café in Space, the Anaïs Nin Literary Journal, que inclui "Anaïs Nin and Joaquín Nin y Castellanos: Prelude to a Symphony – Letters between a father and daughter".

A caligrafia de Nin.

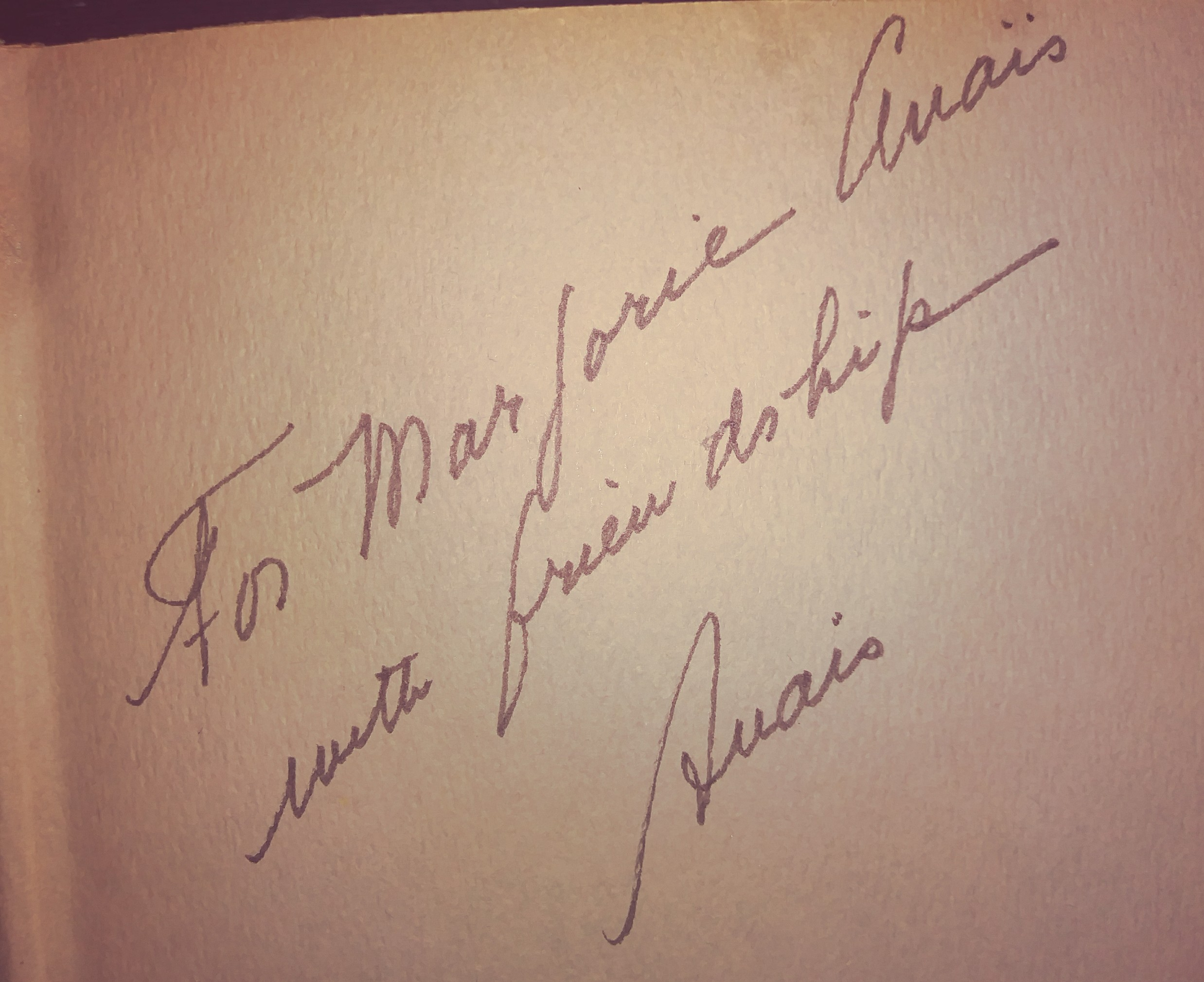
Inscrição manuscrita de Anais Nin para Marjorie Anais Housepian Dobkin.

Até agora, dezesseis volumes de seus diários foram publicados. Todos, exceto os últimos cinco de seus diários adultos, estão em forma expurgada.

### Escritos eróticos
Nin é aclamada por muitos críticos como uma das melhores escritoras de literatura erótica feminina. Ela foi uma das primeiras mulheres conhecidas por explorar plenamente o domínio da escrita erótica, e certamente a primeira mulher proeminente no Ocidente moderno conhecida por escrever literatura erótica. Antes dela, a literatura erótica reconhecida como escrita por mulheres era rara, com algumas exceções notáveis, como o trabalho de Kate Chopin. Nin frequentemente citava autores como Djuna Barnes e D. H. Lawrence como inspirações, e ela afirma no Volume Um de seus diários que se inspirou em Marcel Proust, André Gide, Jean Cocteau, Paul Valéry, e Arthur Rimbaud.
De acordo com o Volume Um de seus diários, 1931-1934, publicado em 1966, Nin encontrou literatura erótica pela primeira vez quando retornou a Paris com seu marido, mãe e dois irmãos no final de sua adolescência. Eles alugaram o apartamento de um americano que estava fora durante o verão, e Nin encontrou vários livros de bolso franceses: "Um por um, li esses livros, que eram completamente novos para mim. Eu nunca havia lido literatura erótica na América... Eles me dominaram. Eu era inocente antes de lê-los, mas quando terminei de ler todos, não havia nada que eu não soubesse sobre façanhas sexuais... Eu tinha meu diploma em conhecimento erótico."
Enfrentando uma necessidade desesperada de dinheiro, Nin, Henry Miller e alguns de seus amigos começaram nos anos 1940 a escrever narrativas eróticas e pornográficas para um "colecionador" anônimo por um dólar por página, de certa forma como uma piada. (Não está claro se Miller realmente escreveu essas histórias ou apenas permitiu que seu nome fosse usado.) Nin considerava os personagens em seus escritos eróticos como caricaturas extremas e nunca pretendia que o trabalho fosse publicado, mas mudou de ideia no início dos anos 1970 e permitiu que fossem publicados como Delta of Venus e Little Birds. Em 2016, uma coleção previamente não descoberta de literatura erótica de Nin, Auletris, foi publicada pela primeira vez.
Nin foi amiga e, em alguns casos, amante de muitas figuras literárias, incluindo Miller, John Steinbeck, Antonin Artaud, Edmund Wilson, Gore Vidal, James Agee, James Leo Herlihy e Lawrence Durrell. Seu caso de amor apaixonado e amizade com Miller influenciou-a fortemente tanto sexualmente quanto como autora. Alegações de que Nin era bissexual ganharam circulação adicional pelo filme de Philip Kaufman de 1990, Henry & June, sobre Miller e sua segunda esposa, June Miller. A primeira porção não expurgada do diário de Nin a ser publicada, Henry and June, deixa claro que Nin foi movida por June ao ponto de dizer (parafraseando): "Eu me tornei June", embora não esteja claro até que ponto ela consumou seus sentimentos sexualmente. Para Anaïs e Henry, June era uma femme fatale – irresistível, astuta e erótica. Nin deu a June dinheiro, joias e roupas, muitas vezes ficando sem dinheiro.

### Romances e outras publicações
Além de seus diários e coleções de literatura erótica, Nin escreveu vários romances, que os críticos frequentemente associavam ao movimento surrealista. Seu primeiro livro de ficção, House of Incest (1936), contém alusões fortemente veladas ao breve relacionamento sexual que Nin teve com seu pai em 1933: enquanto visitava seu pai distante na França, Nin, então com 30 anos, teve um breve relacionamento sexual incestuoso com ele. Em 1944, publicou uma coleção de contos, Under a Glass Bell, que foi revisada por Edmund Wilson.
Nin também escreveu várias obras de não ficção: sua primeira publicação, escrita durante seus anos estudando psicanálise, foi D. H. Lawrence: An Unprofessional Study (1932), uma avaliação das obras de D. H. Lawrence. Em 1968, publicou The Novel of the Future, que elaborava sobre sua abordagem à escrita e ao processo de escrita.

## Vida pessoal
De acordo com seus diários, Vol. 1, 1931-1934, Nin compartilhou um estilo de vida boêmio com Henry Miller durante seu tempo em Paris. Seu marido Guiler não é mencionado na edição publicada das partes dos anos 1930 de seu diário (Vol. 1-2), embora a abertura do Vol. 1 deixe claro que ela é casada, e a introdução sugere que seu marido se recusou a ser incluído nos diários publicados. Os diários editados por seu segundo marido, após sua morte, dizem que seu relacionamento com Miller foi muito apaixonado e físico, e que ela acreditava que foi uma gravidez dele que ela abortou em 1934.
Em 1947, aos 44 anos, Nin conheceu o ex-ator Rupert Pole em um elevador de Manhattan a caminho de uma festa. Os dois começaram um relacionamento e viajaram juntos para a Califórnia; Pole era 16 anos mais jovem que ela. Em 17 de março de 1955, ainda casada com Guiler, ela se casou com Pole em Quartzsite, Arizona, retornando com ele para viver na Califórnia. Guiler permaneceu na cidade de Nova York e não estava ciente do segundo casamento de Nin até depois de sua morte em 1977, embora a biógrafa Deirdre Bair alegue que Guiler sabia o que estava acontecendo enquanto Nin estava na Califórnia, mas conscientemente "escolheu não saber".
Nin chamava seus casamentos simultâneos de seu "trapézio bicosteiro". De acordo com Deidre Bair:
[Anaïs] montava essas fachadas elaboradas em Los Angeles e em Nova York, mas ficou tão complicado que ela teve que criar algo que chamou de caixa de mentiras. Ela tinha essa bolsa absolutamente enorme e na bolsa tinha dois conjuntos de talões de cheques. Um dizia Anaïs Guiler para Nova York e outro dizia Anaïs Pole para Los Angeles. Ela tinha frascos de medicamentos de médicos da Califórnia e médicos de Nova York com os dois nomes diferentes. E ela tinha uma coleção de fichas. E ela disse: "Eu conto tantas mentiras que tenho que escrevê-las e mantê-las na caixa de mentiras para que eu possa mantê-las em ordem."
Em 1966, Nin anulou seu casamento com Pole devido a questões legais decorrentes de tanto Guiler quanto Pole tentando reivindicá-la como dependente em suas declarações de imposto, mas ela e Pole continuaram a viver juntos como se fossem casados até a morte dela. De acordo com Barbara Kraft, Nin escreveu a Guiler pedindo seu perdão. Ele respondeu dizendo o quão significativa sua vida havia sido por causa dela.
Após a morte de Guiler em 1985, Pole encomendou as versões não expurgadas dos diários de Nin. Seis volumes foram publicados: Henry and June, Fire, Incest, Nearer the Moon, Mirages e Trapeze. Pole providenciou para que as cinzas de Guiler fossem espalhadas na mesma área onde as cinzas de Nin foram, Mermaid Cove em Santa Monica Bay. Pole morreu em 2006.
Nin trabalhou uma vez na Lawrence R. Maxwell Books, na 45 Christopher Street em Nova York. Além de seu trabalho como escritora, Nin apareceu no filme de Kenneth Anger, Inauguration of the Pleasure Dome (1954) como Astarte; no filme de Maya Deren, Ritual in Transfigured Time (1946); e em Bells of Atlantis (1952), um filme que Guiler dirigiu sob o nome "Ian Hugo" com uma trilha sonora de música eletrônica de Louis e Bebe Barron. Em sua vida posterior, Nin trabalhou como tutora no International College em Los Angeles.

## Morte

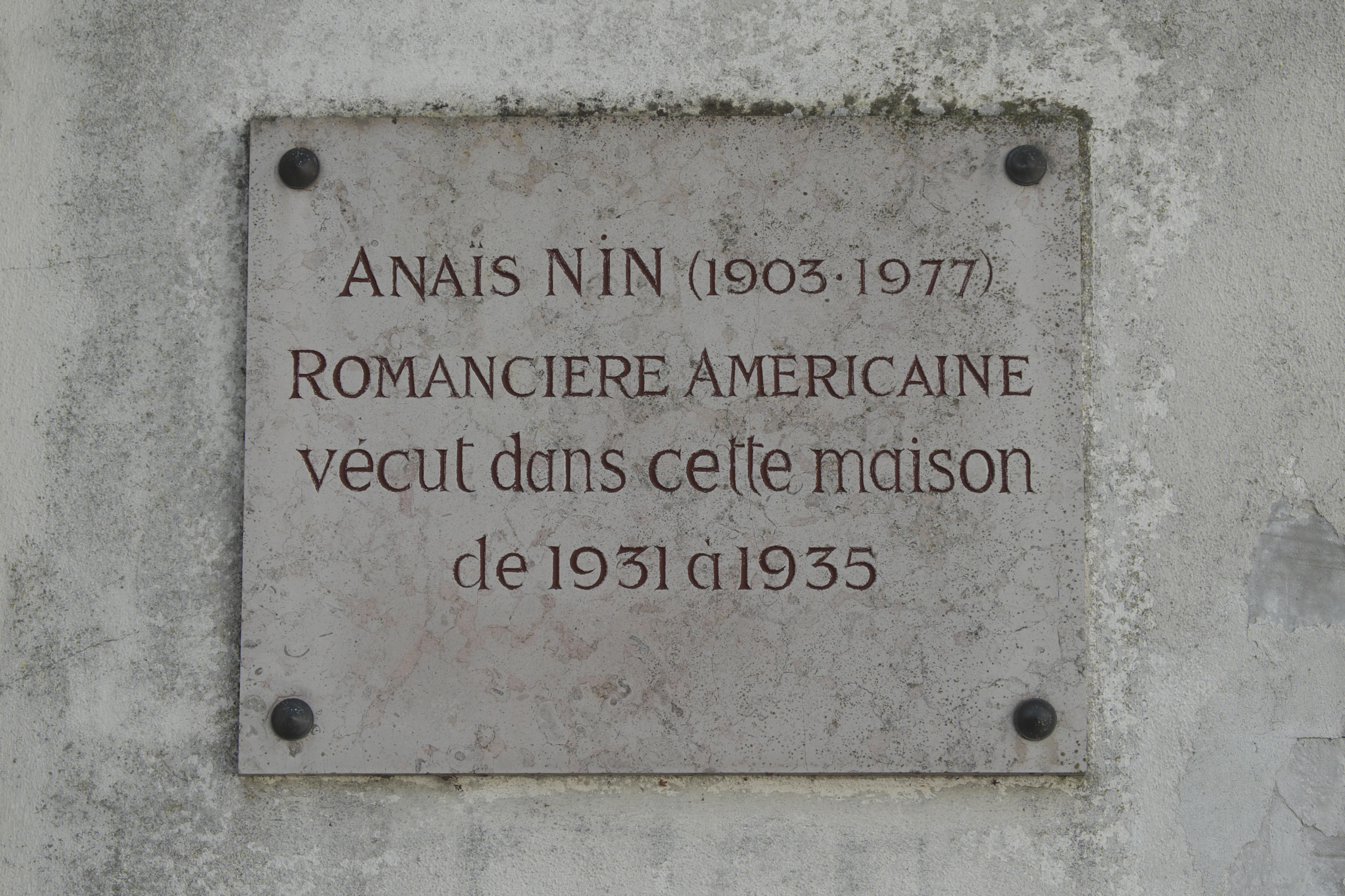
Placa na casa de Nin em Louveciennes

Nin foi diagnosticada com câncer cervical em 1974. Ela teve câncer por dois anos enquanto ele se metastatizava, e ela passou por numerosas operações cirúrgicas, radioterapia e quimioterapia. Nin morreu do câncer no Cedars-Sinai Medical Center em Los Angeles, Califórnia, em 14 de janeiro de 1977.
Seu corpo foi cremado e suas cinzas espalhadas sobre a Baía de Santa Mônica em Mermaid Cove. Seu primeiro marido, Hugh Guiler, morreu em 1985, e suas cinzas foram espalhadas na mesma enseada. Rupert Pole foi nomeado executor literário de Nin, e ele providenciou para que novas edições não expurgadas dos livros e diários de Nin fossem publicadas entre 1985 e sua morte em 2006. Grandes porções dos diários ainda estão disponíveis apenas em forma expurgada. Os originais estão na Biblioteca da UCLA.

### Diários
- The Diary of Anaïs Nin, in 7 volumes, ed. por ela mesma
- The Early Diary of Anaïs Nin (1914–1931) em 4 volumes
  - Linotte: 1914-20 (1987)
  - 1920-23 (1983)
  - The Journal of a Wife: 1923-27 (1984)
  - 1927-31 (1985)
- Henry and June: From a Journal of Love. The Unexpurgated Diary of Anaïs Nin (1931–1932) (1986), ed. Rupert Pole.
- Incest: From a Journal of Love (1992)
- Fire: From a Journal of Love (1995)
- Nearer the Moon: From a Journal of Love (1996)
- Mirages: The Unexpurgated Diary of Anaïs Nin, 1939–1947 (2013)
- Trapeze: The Unexpurgated Diary of Anaïs Nin, 1947–1955 (2017)
- The Diary of Others: The Unexpurgated Diary of Anaïs Nin, 1955–1966 (2021)
- A Joyous Transformation: The Unexpurgated Diary of Anaïs Nin, 1966–1977 (2023)

### Correspondence
- A Literate Passion: Letters of Anaïs Nin & Henry Miller 1932–1953 (1988)
- Letters to a friend in Australia (1992)
- Arrows of Longing: Correspondence Between Anaïs Nin & Felix Pollack, 1952–1976 (1998)
- Morale des épicentres (2004)
- Reunited: The Correspondence of Anaïs and Joaquin Nin, 1933–1940 (2020)
- Letters to Lawrence Durrell 1937–1977 (2020)

### Novels
- House of Incest (1936)
- Winter of Artifice (1939)
- Cities of the Interior (1959), in five volumes:
  - Ladders to Fire
  - Children of the Albatross
  - The Four-Chambered Heart
  - A Spy in the House of Love
  - Seduction of the Minotaur, publicado originalmente como Solar Barque (1958).
- Collages (1964)

### Short stories
- Waste of Timelessness: And Other Early Stories (escrito antes de 1932, publicado postumamente. 1977)
- Under a Glass Bell (1944)
- Delta of Venus (1977)
- Little Birds (1979)
- Auletris (2016)

### Non-fiction
- D. H. Lawrence: An Unprofessional Study (1932)
- The Novel of the Future (1968)
- A Woman Speaks (1975)
- In Favor of the Sensitive Man (1976)
- Conversations with Anaïs Nin (Ed. por Wendy M. DuBow, 1994)
- The Mystic of Sex: Uncollected Writings: 1930-1974 (1995)

## Filmography
- Ritual in Transfigured Time (1946): Curta, dir. Maya Deren[7]
- Lascivious Folk Ballet (1946) - (Outtakes from Ritual in Transfigured Time).
- Bells of Atlantis (1952): Short film, dir. Ian Hugo[46]
- Tropical Noah's Ark (1952).
- Inauguration of the Pleasure Dome (1954): Curta, dir. Kenneth Anger[7]
- Jazz of Lights (1954)
- Melodic Inversion (1958)
- Lectures pour tous (1964)
- Anaïs Nin Her Diary (1966)
- Un moment avec une grande figure de la littérature, Anaïs Nin (3 May 1968)
- The Henry Miller Odyssey (1969).
- Through the Magiscope (1969).
- Apertura (1970).
- Anaïs Nin at the University of California, Berkeley (December 1971)
- Anaïs Nin at Hampshire College, (1972)
- 'Ouvrez les guillemets (11 Nov. 1974)
- Journal de Paris (21 Nov.r 1974)
- Anais Nin Observed (1974): Doc., dir. Robert Snyder[46]

## Obras citadas
- Bair, Deirdre (1995). Anaïs Nin: A Biography. [S.l.]: Putnam. ISBN 978-0399139888
- Fitch, Noël Riley (1993). Anaïs: The Erotic Life of Anaïs Nin. [S.l.]: Little, Brown and Company. ISBN 978-0316284288
- Franklin, Benjamin V., ed. (1996). Recollections of Anaïs Nin. [S.l.]: Ohio University Press. ISBN 978-0821411643
- Nin, Anaïs (1966). The Diary of Anaïs Nin (1931–1934). 1. [S.l.]: Harcourt, Brace & World. ISBN 978-0547538709
- Nin, Anaïs (1967). The Diary of Anaïs Nin (1934–1939). 2. [S.l.]: Harcourt, Brace & World. ISBN 978-0156260268
- Nin, Anaïs; DuBow, Wendy M. (1994). Conversations with Anaïs Nin. [S.l.]: University Press of Mississippi. ISBN 978-0878057191